# 魯憑
魯 憑（ろ ひょう、生没年不詳）は、前趙の武将である。

## 生涯
劉曜に仕えて長史に任じられた。
322年2月、劉曜は親征して仇池の楊難敵を攻めたが、病に倒れて撤兵した。秦州刺史の陳安は劉曜に謁見しようとしたが、劉曜は病のため拒否した。陳安は激怒し、劉曜が既に死んでいると思い、略奪をして引き返した。劉曜は病が重く、馬に乗れないため輿で長安に帰り、呼延寔に輜重部隊を監理させて後方に配備した。魯憑もこの時、呼延寔と共に後方に配した。
陳安は精騎兵を率いて呼延寔を襲撃すると、呼延寔と魯憑は捕らえられた。陳安は呼延寔を仲間に引き入れようとしたが、呼延寔は拒絶して罵った為、怒って殺した。陳安は魯憑を参軍に任じた。魯憑の弟である魯集も陳安配下となり、前趙攻撃に参加した。
隴上の氐や羌は尽くが陳安に帰順し、陳安は10万余りの兵を擁するようになり、仮黄鉞・使持節・大都督・大将軍・雍涼秦梁四州牧・涼王を自称した。魯憑は陳安を諫め「私は、あなたの死を見るのが忍びない」と泣いて言った。陳安は怒って魯憑を殺そうとすると、魯憑は「私が死ぬのは当然のことだ。私を殺したらば、私の頭を秦州の通衢にに掲げるように。趙が陳安をどう処刑するか見届けよう」と動じなかった。陳安は魯憑を殺した。これを聞いた劉曜は、陳安は大事を成す器ではないと嘆息した。